# John Treacy
Pour les articles homonymes, voir Treacy.
John Treacy, né le 4 juin 1957 à Villierstown (près de Dungarvan dans le Comté de Waterford), est un athlète irlandais, médaillé d'argent lors des Jeux olympiques d'été de 1984 à Los Angeles. 
Treacy est scolarisé à Cappoquin, dans le Comté de Waterford. Il est diplômé à Providence College. En 1978 et 1979, il remporte les Championnats du monde de cross-country. Aux Jeux olympiques d'été de 1984 à Los Angeles, il gagne une médaille d'argent sur l'épreuve du marathon, permettant à l'Irlande d'obtenir la 33e place du classement par nations de ces Jeux.
Il est devenu directeur exécutif du Conseil des Sports irlandais. Il a épousé Fionnuala et ils ont ensemble quatre enfants, Caoimhe, Deirdre, Sean et Conor. 

## Palmarès

### Jeux olympiques d'été
- Jeux olympiques d'été de 1980 à Moscou : 
  - 7e sur 5000 mètres
- Jeux olympiques d'été de 1984 à Los Angeles
  -  Médaille d'argent en marathon.

### Championnats du monde de cross-country
- Championnats du monde de cross-country 1978[1]
  -  Médaille d'or en cross long individuel
- Championnats du monde de cross-country 1979
  -  Médaille d'or en cross long individuel
  -  Médaille d'argent en cross long par équipe